# 東洸大郎
東 洸大郎（ひがし こうたろう、1989年9月21日 - ）は、京都府出身のプロサッカー選手。ポジションはミッドフィールダー。アメリカUSLプロフェッショナルリーグのチャールストン・バッテリー所属。

## 来歴
伏見工業高校を卒業後、大阪学院大学へ進学。2年生でトップチーム昇格し、関西大学リーグ１部デビュー。総理大臣杯予選の関西選手権で準優勝に貢献。総理大臣杯出場。
一度は就職活動をするも、サッカーへの思いは強く卒業後もサッカーを続けていくことを決意。
その後知人のつてを辿りドイツでサッカーをする事を選択。3年間ドイツでの武者修行のあとオーストラリアへ。
2016年 オーストラリアイラワラ・プレミアリーグのアルビオンパーク・ホワイトイーグルスと契約。中心選手として活躍しプレーオフ優勝に貢献した。オーストラリアでのプレーは１年限定と決め、リーグ期間中に以前からの目標であったアメリカでのプレーをリサーチ。
2017年　トライアルのために渡米。チャールストンバッテリーのトライアルに参加し2017年プレシーズンマッチのカロライナチャレンジカップに同行。カロライナチャレンジカップ初戦でメジャーリーグサッカー(米国1部)所属のシアトル・サウンダーズFCと対戦した際に得点、チームに貴重な勝ち点1をもたらしアメリカUSLプロフェッショナルリーグのチャールストン・バッテリーとの契約を勝ち取ることに成功した。
2018年 リーグ戦通算52試合出場 プレーオフ1試合出場 2ゴール 9アシスト(2018年9月20日現在)

## 所属クラブ
- 2012 大阪学院大学
- 2012 - 2015  アイスバフタル・シュポルト・フロイント（英語版）
- 2016   アルビオンパーク・ホワイトイーグルス（英語版）
- 2017 -  チャールストン・バッテリー

## プレースタイル
豊富な運動量をベースに、攻撃時には味方選手と連携を取りながらワンタッチ・ツータッチでシンプルにプレー。チームの攻撃を活性化させる。守備時にはインテンシティの高く素早いプレッシャーが特徴的。相手のミスを誘いボールを奪い取ることや味方と連携してボールを奪取する。

## 人物
アメリカ合衆国でトライアウトを受ける際にUSLのチームをリサーチした結果、すぐに西海岸のチームに興味を持った。しかしノースカロライナ州に兄が住んでいたため会いに行きやすい近くの町にある2つのUSLのクラブ、チャールストン・バッテリーとシャーロット・インディペンデンスのトライアウトにまずは参加しようと決めた。
航空券、ホテル代、食事代、登録料などを自費でまかない渡米した東選手だがプロになった後の米国インタビュー記事にてこう述べている。「ここに来ることを心配しすぎることはありませんでした。もし良いプレーを見せられて、契約ができれば最高ですしもし無理だったならば他の米国チームのトライアウトに参加することやドイツやオーストラリアに戻ること、日本で職を探すこともできるからです。」
トライアウトには約１００人のプレーヤーが集まったが東選手はトライアウトで他の選手よりも随所で光るプレーを見せ、チャールストンのマイケル・アンハイザー(英語版)監督にアピールすることに成功。プレシーズンマッチのカロライナチャレンジカップのメンバーに選ばれる。この大会の初戦メジャーリーグサッカー所属のシアトル・サウンダーズFC戦で後半から出場し試合終了間際に得点を奪った結果を含め、契約を勝ち取るだけのアピールに成功した東選手は2017年シーズンから米国でプロキャリアをスタートさせることとなった。

## 参照
- Who’ll be next star to come out for Charleston Battery against MLS teams in Carolina Challenge Cup?
- NINE RETURN TO CHARLESTON BATTERY FOR 2018
- CHARLESTON BATTERY EARN LATE DRAW AGAINST DEFENDING CHAMPIONS